# NSB Type 30
Die norwegische Dampflokomotivbaureihe Type 30 wurde zwischen 1914 und 1939 von Thunes mekaniske verksted und Norsk Maskin Industri (NMI) für die Norges Statsbaner (NSB), die staatliche Bahngesellschaft in Norwegen, gebaut.

## Geschichte
Die NSB 30 wurde als Schnellzuglokomotive konstruiert. Ihr Einsatzgebiet erstreckte sich über das ganze Land. Gelegentlich wurde sie auch für die Beförderung von Güterzügen herangezogen.

### NSB Type 30a
Zwischen 1914 und 1919 wurden insgesamt 18 Lokomotiven der Type 30a in der Bauart 2'C-2'2' h4 als Vierzylinderlokomotive von Thunes mekaniske verksted an die NSB geliefert.

### NSB Type 30b
Ab 1920 begannen die Lieferungen der Type 30b, nun als Vierzylinder-Verbundlokomotive der Bauart 2'C-2'2' h4v, durch die Norsk Maskin Industri. Dies war eine Kooperation von Thunes mekaniske verksted mit Hamar Jernstøberi, den beiden größten norwegischen Lokomotivherstellern Norwegens zur damaligen Zeit. Nach den beiden Ende 1920 gelieferten Lokomotiven folgten 21 Stück zwischen Januar und August 1921.

### NSB Type 30c
Fast 20 Jahre später, 1938 und 1939, wurden von Thunes mekaniske verksted noch einmal vier Lokomotiven der Bauart 2'C-2'2' h4v nachgeliefert. Diese besaßen gegenüber der 30b einen höheren Kesselüberdruck von 16 kp/cm2 sowie einen vergrößerten Tender, der die Mitnahme von mehr Vorräten erlaubte.

## Einsatz und Verbleib
Nach dem Zweiten Weltkrieg waren die Lokomotiven auf vielen Strecken im Personenzugeinsatz, so auf der Vossebane (bis 1949), auf der Vestfoldbane (1949–1957), auf der  Sørlandsbane (Sira/Egersund–Stavanger bis 1956), auf der Gjøvikbane (bis 1963), auf der Dovrebane (bis 1965), auf der Nordlandsbane (bis 1957), auf der Kragerøbane (1956–1969), auf der Valdresbane (1967–1968), auf der Randsfjordbane (bis 1959), auf der Rørosbane (1964–1969) und auf der Raumabane (bis 1958). Verschiedentlich wurden die Lokomotiven auch zur Beförderung von Güterzügen herangezogen.
Die letzte Lokomotive der Type 30c, 30c 466, wurde am 15. Oktober 1969 ausgemustert. 30a 271 und 30b 362 waren die letzten aktiven Lokomotiven der gesamten Baureihe, ihr Einsatz endete am 9. November 1970. 30a 271 ist erhalten und beim Norsk Jernbaneklubb (NJK) im Einsatz. Sie bespannt dort Museumzüge.